# ألفريدو راموس مارتينيز
ألفريدو راموس مارتينيز (بالإسبانية: Alfredo Ramos Martínez) هو رسام مكسيكي، ولد في 3 نوفمبر 1871 في مونتيري في المكسيك، وتوفي في 8 نوفمبر 1946 في لوس أنجلوس في الولايات المتحدة.